# Markus Vette
Markus Vette (* 25. Oktober 1956 in Weißwasser/Oberlausitz) ist ein deutscher Physiker, Politiker (CDU, parteilos) und Politikwissenschaftler. Von 1990 bis 1999 Mitglied des Landtags Brandenburg, ist er heute als Ortschronist und Verleger tätig.

## Leben und Beruf
Vette, aus der Oberlausitz stammend, besuchte die Erweiterte Oberschule (EOS) in Weißwasser. Nach dem Abitur leistete er von 1975 bis 1978 Wehrdienst bei der Nationalen Volksarmee (NVA). 1976 wurde er im Rahmen seines Wehrdienstes Facharbeiter für Funkmechanik.
Von 1978 bis 1983 studierte er Physik an der Humboldt-Universität zu Berlin (Diplom-Physiker 1983). Von 1983 bis 1985 schloss sich ein Forschungsstudium an der Ingenieurhochschule (IHS) in Berlin-Wartenberg an. 1986 folgte an der Berliner Akademie der Landwirtschaftswissenschaften der DDR die Promotion A (Zur Untersuchung mechanisch-dynamischer Eigenschaften von Kartoffeln durch Schallmessungen) zum Dr. rer. nat. Anschließend war er Arbeitsgruppenleiter für Messelektronik am Max-Eyth-Institut für Agrar- und Umwelttechnik in Potsdam-Bornim.
1996 wurde er nach einem Promotionsstudium am Fachbereich Politische Wissenschaft der Freien Universität Berlin mit der Dissertation Zur Struktur und Übernahme politischer Verantwortung in der repräsentativen parlamentarischen Demokratie. Erfahrungen und Schlussfolgerungen aus der Arbeit des 1. Brandenburger Landtages zum Dr. phil. promoviert.
Zunächst Hochschullehrer an der Technischen Fachhochschule Wildau am Fachbereich Wirtschaft, Informatik, Recht, vertrat er 2005 die Professur Politikwissenschaft an der Fachhochschule Lausitz in Cottbus und arbeitete danach abgeordnet (Sozialpolitik und Politikwissenschaft) an der Fachhochschule Potsdam. Verfahrensfehler sollten – trotz erfolgreichem Berufungsverfahrens – eine Ernennung zum Professor in Wildau verhindern. Weiterhin war er u. a. Lehrbeauftragter an der Universität Potsdam und der FU Berlin.
Als Vorsitzender des Heimatvereins Rastenberg erarbeitete er im Zeitraum von 2009 bis 2015 in der Schriftenreihe dieses Vereins 12 Bücher. Heute arbeitet er im Brandenburgischen Landeshauptarchiv in Potsdam an verwaltungsgeschichtlichen Themen und betreibt den Eugenia Verlag in Töplitz (Ortsteil von Werder (Havel)) mit regionalgeschichtlichen Publikationen, die regulär im Verzeichnis lieferbarer Bücher (VlB) erfasst sind.
Markus Vette ist Vater zweier erwachsener Kinder.

## Politik

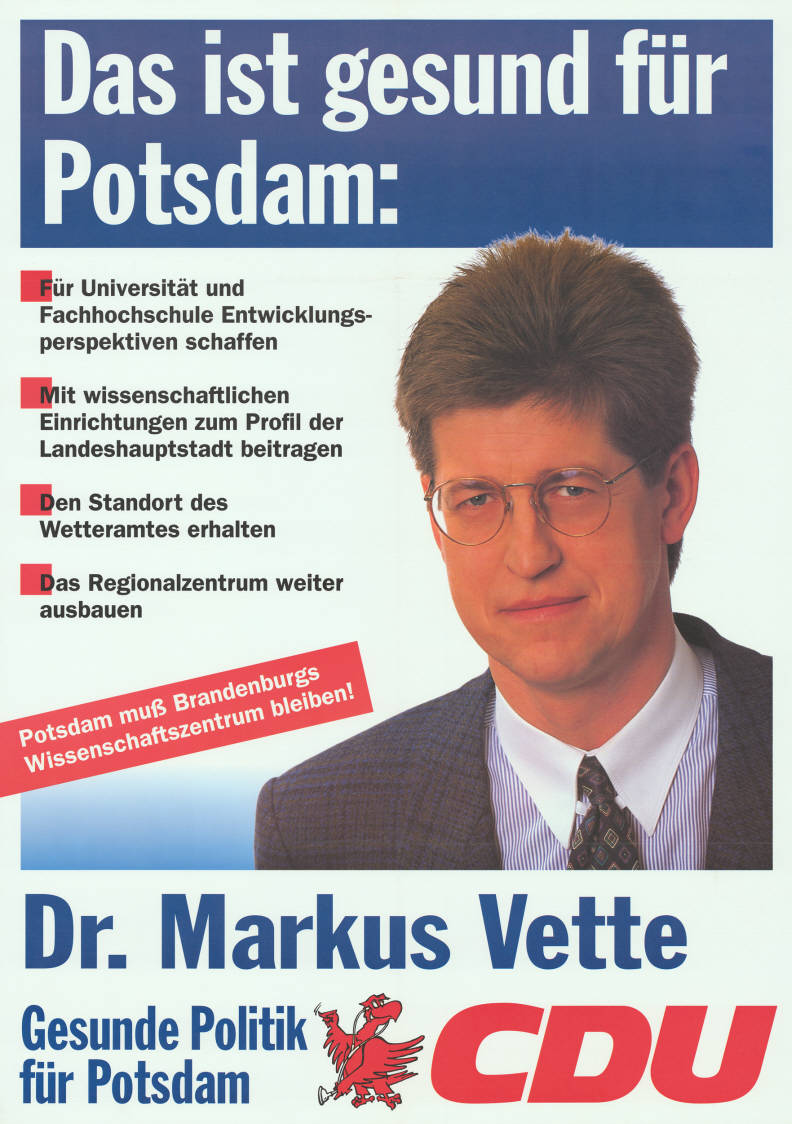
Markus Vette (Wahlplakat 1994)

1986 trat er in der DDR der Christlich-Demokratischen Union Deutschlands (CDU) bei. 1990 wurde er Vorsitzender des Ortsverbandes und von März bis November 1990 Mitglied des Landesvorstandes der CDU Brandenburg. Nach der politischen Wende war Vette ständiger Gast der Grundsatzprogrammkommission und Mitglied des Bundesfachausschusses Forschung und Technologie der CDU.
Bei der Landtagswahl in Brandenburg 1990 wurde er über die Landesliste der CDU Brandenburg in den Brandenburgischen Landtag gewählt, dem er auch nach der Landtagswahl 1994 bis 1999 angehörte. Er war stellvertretender Vorsitzender des Hauptausschusses und in der folgenden Wahlperiode des Ausschusses für Wissenschaft, Forschung und Kultur, sowie Mitglied des parlamentarischen Stolpe-Untersuchungsausschusses. Ende der ersten Wahlperiode hatte er im Jahre 1994 die Fraktionsgeschäftsführung übernommen. Mit Carola Hartfelder und Frank Werner gehörte er zu den Kritikern des CDU-Fraktionsvorsitzenden Peter Wagner.
Von 1998 bis 2011 war er Mitglied der Gemeindevertretung in Töplitz, als parteiloser Abgeordneter.

## Sonstiges
Über die gesamte Zeit der Existenz des Ostdeutschen Rundfunks Brandenburg (ORB) in Potsdam-Babelsberg von 1991 bis 2003 war er Vorsitzender des Verwaltungsrates des Senders und gehörte zur Kleinen Kommission der ARD-Vorsitzenden. Ferner war er u. a. Mitglied des Aufsichtsrates der DOK-Film GmbH, turnusgemäß Vertreter des Landes im Kuratorium der Stiftung Entwicklung und Frieden, Mitglied des Diözesanrats der Katholiken im Erzbistum Berlin, Mitglied bzw. Vorsitzender des Aufsichtsrates der Musikakademie Rheinsberg (Schloss Rheinsberg) und Präsidiumsmitglied des Landesmusikrates Brandenburg.

## Schriften (Auswahl)
Neben mehreren Schriften im Eugenia Verlag veröffentlichte er folgende Werke u. a.:
- Zur Struktur und Übernahme politischer Verantwortung in der repräsentativen parlamentarischen Demokratie. Erfahrungen und Schlussfolgerungen aus der Arbeit des 1. Brandenburger Landtages (= Uni-Press-Hochschulschriften. Bd. 86). Lit, Münster 1996, ISBN 3-8258-3044-6.
- mit Thorsten Loch: Friedrich Clauson von Kaas: „Potsdam ist geschlagen“. Briefe aus dem Deutsch-Französischen Krieg 1870/71. Im Auftrag des Zentrums für Militärgeschichte und Sozialwissenschaften der Bundeswehr, Rombach Verlag, Freiburg im Breisgau u. a. 2016, ISBN 978-3-7930-9820-1.